# Bosc de Llania
El Bosc de Llania és un bosc del Pallars Jussà situat en el terme municipal de Conca de Dalt, dins del territori de l'antic terme d'Hortoneda de la Conca, al Pallars Jussà.
Està situat a l'antiga quadra de Llania, despoblada des de mitjan segle xix. Aquesta quadra està situada a l'esquerra de la Noguera Pallaresa, poc després de deixar enrere el Congost de Collegats. El despoblament de la zona ha fet que en l'actualitat el bosc de Llania hagi esdevingut quasi del tot impracticable, i les masies que contenia, com Llania de Dalt, hagin quedat del tot aïllades, en haver-se perdut els camins que hi duien.
A l'extrem sud-oest del bosc de Llania hi ha les restes de la Casa Vella de Llania, o Llania de Baix, al costat nord-est de la presa i el pantà de Sossís.